# Georgios Athanasiadis-Novas
Georgios Athanasiadis-Novas (in greco: Γεώργιος Αθανασιάδης-Νόβας; Lepanto, 9 febbraio 1893 – Lepanto, 10 agosto 1987) è stato un avvocato e politico greco, brevemente primo ministro della Grecia.

## Biografia
Dopo essersi laureato all'Università di Atene viene eletto per la prima volta in Parlamento nel 1926 in rappresentanza della prefettura di Etolia-Acarnania.
Più volte membro di governo come Ministro dell'interno (nel 1945), Ministro dell'Istruzione (nel 1950) e Ministro dell'Industria (nel 1951), nel 1964 viene nominato Presidente del Parlamento.
Il 15 luglio 1965 viene nominato da re Costantino II primo ministro ma non riesce ad ottenere la fiducia del Parlamento ed è costretto alle dimissioni il 20 agosto 1965.
| Controllo di autorità | VIAF (EN) 122375350 · ISNI (EN) 0000 0001 1497 7849 · BAV 495/7713 · LCCN (EN) n82052347 · GND (DE) 10112256X · BNF (FR) cb114498633 (data) |